# ヤーン・ジュリツァ
ヤーン・ジュリツァ（Ján Ďurica、1981年12月10日 - ）は、スロバキア・トルナヴァ県、ドゥナイスカー・ストレダ出身の元サッカー選手。現役時代のポジションはDF。

## 経歴

### クラブ
1981年に現スロバキアのドゥナイスカー・ストレダにて生まれる。2001年に地元のクラブのFK DAC 1904ドゥナイスカー・ストレダでプロキャリアをスタートさせた。
2006年、ロシアのサトゥルン・ラメンスコーエへ移籍。2009年1月31日、FCロコモティフ・モスクワへ3年契約で移籍をした。この時、ギリシャの強豪パナシナイコスFCからオファーがあったが、ジュリツァ自身モスクワを好んでいたり、ギリシャ・スーパーリーグよりもロシア・プレミアリーグの方がより良いと考え移籍はしなかった。

### 代表
2004年7月9日、キリンカップサッカー2004の日本代表との試合でスロバキア代表デビューを果たした。
2010 FIFAワールドカップ・ヨーロッパ予選ではコンスタントに出場し、スロバキア初となるFIFAワールドカップ出場に貢献。2010 FIFAワールドカップでは全4試合に出場をした

## 所属クラブ
- FK DAC 1904ドゥナイスカー・ストレダ 2001-2003
- FCアルトメディア・ペトルジャルカ 2003-2005
- サトゥルン・ラメンスコーエ 2006-2008
- FCロコモティフ・モスクワ 2009-2016

→  ハノーファー96 2010 (loan)
- トラブゾンスポル 2016-2018
- FKデュクラ・プラハ 2018-

## 代表歴

### 出場大会
- スロバキア代表
  - 2010 FIFAワールドカップ

### 試合数
- 国際Aマッチ 91試合 4得点（2004年-2017年）[4]

| スロバキア代表 | 国際Aマッチ | 国際Aマッチ |
| 年             | 出場        | 得点        |
| -------------- | ----------- | ----------- |
| 2004           | 4           | 0           |
| 2005           | 3           | 0           |
| 2006           | 7           | 0           |
| 2007           | 8           | 1           |
| 2008           | 6           | 0           |
| 2009           | 8           | 0           |
| 2010           | 9           | 1           |
| 2011           | 7           | 0           |
| 2012           | 1           | 0           |
| 2013           | 10          | 1           |
| 2014           | 9           | 1           |
| 2015           | 4           | 0           |
| 2016           | 11          | 0           |
| 2017           | 4           | 0           |
| 通算           | 91          | 4           |

## タイトル

### クラブ
ペトルジャルカ・アカデーミア
- スロヴェンスキー・ポハール ： 2003-04
- ツォルゴン・リーガ ： 2004-05

ロコモティフ・モスクワ
- ロシア・カップ ： 2014-15